# 白鳥町 (土浦市)
白鳥町（しらとりまち）は、茨城県土浦市の町名。五中地区（上大津地区）に属する。現行行政地名は白鳥町・白鳥新町。郵便番号は300-0022。

## 地理
土浦市の東部に位置している。

## 沿革
- 1889年（明治22年） - 町村制施行により手野村・白鳥村・田村・沖宿村・菅谷村・神立村が合併し、上大津村が発足。上大津村大字白鳥となる[4]。
- 1954年（昭和29年） - 上大津村は土浦市に編入合併。土浦市白鳥町となる[5]。
- 2000年（平成12年） - 町内に土浦市一般廃棄物最終処分場が建設される[6]。

## 世帯数と人口
2022年（令和4年）1月1日現在の世帯数と人口は以下の通りである。
| 町丁     | 世帯数  | 人口  |
| -------- | ------- | ----- |
| 白鳥町   | 122世帯 | 342人 |
| 白鳥新町 | 217世帯 | 519人 |
| 計       | 339世帯 | 861人 |

## 小・中学校の学区
市立小・中学校に通う場合、学区は以下の通りとなる。
| 番地 | 小学校             | 中学校                 |
| ---- | ------------------ | ---------------------- |
| 全域 | 土浦市立菅谷小学校 | 土浦市立土浦第五中学校 |

## 交通

### 道路
- 茨城県道197号戸崎上稲吉線

## 施設
- 白鳥保育園
- 土浦市一般廃棄物最終処分場